# ابن حلال (مسلسل)
ابن حلال هو مسلسل تم إنتاجه في مصر. بدأ عرضه في رمضان سنة 2014 كما بلغ عدد حلقاته 30 حلقة، وتبلغ مدة الحلقة الواحدة 45 دقيقة. وهو من تأليف حسان دهشان وإخراج إبراهيم فخر. تم بث المسلسل لأول مرة بتاريخ 1 رمضان. وبطولة: محمد رمضان، إسلام جمال، أحمد حاتم، وفاء عامر، هالة فاخر.

## قصة المسلسل
يرصد المسلسل قصة شاب اسمه حبيشه (محمد رمضان) سافر من قنا إلى القاهرة من أجل العمل وتوفير لُقمة العيش، ولا يجد أمامه غير العمل كـ «نقاش». يتورط هذا الشاب في كثير من المشاكل بسبب فقره، ورغبته في العيش حياة كريمة هو ووالدته (هالة فاخر). تنقلب حياة هذا الشاب رأسًا على عقب بعدما يجد نفسه متورطًا في شيء يفوق قدرة تحمله، ويتعين عليه النجاة بنفسه قبل فوات الأوان. يكشف المسلسل النقاب أيضًا عن المشاكل الكامنة داخل المجتمع المصري بكل أشكالها.

## بطولة
| - محمد رمضان: (حبيشة) - هالة فاخر: (عفاف - والدة حبيشة) - وفاء عامر: (سهام) - محمود الجندي: (رشدي) - ريهام سعيد: (فاطمة بيومي) - أحمد فؤاد سليم: (ثروت) - محسن منصور: (سعد) - أحمد حاتم: (نائل) | - سارة سلامة: (يسر) - ميرهان حسين: (عزيزة) - حسام داغر: (خالد) - إسلام جمال: (سميح) - سهر الصايغ: (حنان شقيقة حبيشة) - وفاء قمر: (ميمي) - نيرة عارف: (منيرة) - نورهان: (زوجة سعد) - حنان سليمان: (عيشة) | - علياء عساف: (ريم - شقيقة يسر) - حمزة العيلي: (مسكر) - كريم كوجاك: (معتز) - محمد أبو الوفا: (كامل) - محمد سليمان : (أمجد) - صبحي خليل: (شريف) - ريم بوشناق: ورد (زوجة حبيشة الصعيدية) - عبد الإمام عبد الله: (أبو يوسف) - وفاء سالم: (نادية - والدة أمجد) - سنية بلقاسم: (سودي) - محمد فاروق شيبا: (رمزي) - مراد فكري صادق: (سيد صرصار) |